# Gornji Borki
Gornji Bork es una localidad de Croacia en el municipio de Sirač, condado de Bjelovar-Bilogora.

## Geografía
Se encuentra a una altitud de 464 m s. n. m. a 141 km de la capital nacional, Zagreb.

## Demografía
Para el censo 2011 la localidad se encontraba deshabitada.
| Gráfica de población de Gornji Bork 1857-2011                       |
|                                                                     |
| Según los censos de población de la oficina estadística de Croacia. |